# Теорема о распределении простых чисел
Теорема о распределении простых чисел — теорема аналитической теории чисел, описывающая асимптотику распределения простых чисел, которая утверждает, что функция распределения простых чисел {\displaystyle \pi (n)} (количество простых чисел на отрезке {\displaystyle [1;n]}) растёт с увеличением {\displaystyle n} как {\displaystyle {\frac {n}{\ln n}}}, то есть:
{\displaystyle {\frac {\pi (n)}{n/\ln n}}\to 1}, когда {\displaystyle n\to \infty .}
Грубо говоря, это означает, что у случайно выбранного числа от 1 до {\displaystyle n} вероятность оказаться простым примерно равна {\displaystyle {\frac {1}{\ln n}}}.
Также эта теорема может быть эквивалентным образом переформулирована для описания поведения {\displaystyle k}-го простого числа {\displaystyle p_{k}}: она утверждает, что
{\displaystyle p_{k}\sim k\ln k,\quad k\to \infty }
(здесь и далее запись {\displaystyle f\sim g} означает, что {\displaystyle f/g\to 1} когда аргумент функций стремится к бесконечности).
Более точно распределение простых чисел описывает функция интегрального логарифма. При справедливости гипотезы Римана верно
{\displaystyle \pi (n)=\operatorname {Li} (n)+O({\sqrt {n}}\ln n)} при {\displaystyle n\rightarrow \infty .}

## История
Первым статистическую закономерность в расположении простых чисел подметил Гаусс. В письме Энке (1849) он сообщил, что ещё в 1792 или 1793 году, чисто эмпирически, обнаружил, что плотность простых чисел «в среднем близка к величине, обратно пропорциональной логарифму». К этому времени, основываясь на таблицах простых чисел, составленных Фелкелем и Вегой, Лежандр предположил (в 1796 году), что функция распределения простых чисел {\displaystyle \pi (x)} (число простых чисел, не превосходящих x) может быть приближена выражением:
{\displaystyle \pi (x)\sim {\frac {x}{\ln(x)-B}}}
где {\displaystyle B\approx 1{,}08366.} Гаусс в упомянутом письме критикует формулу Лежандра и, используя эвристические рассуждения, предлагает другую приближающую функцию — интегральный логарифм:
{\displaystyle \mathrm {Li} (x)=\int _{2}^{x}{\frac {1}{\ln x}}\,dx}
Однако Гаусс нигде не опубликовал эту гипотезу. Оба приближения, как Лежандра, так и Гаусса, приводят к одной и той же предполагаемой асимптотической эквивалентности функций {\displaystyle \pi (x)} и {\displaystyle x/\ln(x)}, указанной выше, хотя приближение Гаусса и оказывается существенно лучше, если при оценке ошибки рассматривать разность функций вместо их отношения.
В двух своих работах, 1848 и 1850 года, Чебышёв доказывает, что верхний M и нижний m пределы отношения
| {\displaystyle {\frac {\pi (x)}{x/\ln x}}\qquad } | (1) |
заключены в пределах {\displaystyle 0{,}92129\leqslant m\leqslant M\leqslant 1{,}10555}, а также, что если предел отношения (1) существует, то он равен 1.  Позднее (1881) Дж. Дж. Сильвестр сузил допустимый интервал для предела с 10% до 4%.
В 1859 году появляется работа Римана, рассматривающая (введённую Эйлером как функцию вещественного аргумента) ζ-функцию в комплексной области, и связывающая её поведение с распределением простых чисел. Развивая идеи этой работы, в 1896 году Адамар и де ла Валле Пуссен одновременно и независимо доказывают теорему о распределении простых чисел.
Наконец, в 1949 году появляется не использующее комплексный анализ доказательство Эрдеша—Сельберга.

## Общий ход доказательства

### Переформулировка в терминах пси-функции Чебышёва
Общим начальным этапом рассуждений является переформулировка закона распределения простых чисел в терминах пси-функции Чебышёва, определяемой как
{\displaystyle \psi (x)=\sum _{p^{k}\leq x}\log p,\qquad \qquad (*)}
иными словами, пси-функция Чебышёва это сумма функции Мангольдта:
{\displaystyle \psi (x)=\sum _{n\leq x}\Lambda (n),\qquad \Lambda (n)={\begin{cases}\log p,&n=p^{k},\,k\geq 1,\quad p\,{\text{is a prime}}\\0,&{\text{otherwise}}.\end{cases}}}
А именно, оказывается, что асимптотический закон распределения простых чисел равносилен тому, что
| {\displaystyle \psi (x)\sim x,\quad x\to \infty .} |

Это происходит из-за того, что логарифм «почти постоянен» на большей части отрезка {\displaystyle [1,n]}, а вклад квадратов, кубов, и т. д. в сумму (*) пренебрежимо мал; поэтому практически все складываемые логарифмы {\displaystyle \ln p} примерно равны {\displaystyle \ln x}, и функция {\displaystyle \psi (x)} асимптотически ведёт себя так же, как {\displaystyle \pi (x)\cdot \ln x}.

### Классические рассуждения: переход к дзета-функции Римана
Как следует из тождества Эйлера,
{\displaystyle \zeta (s)=\prod _{p}{\frac {1}{1-p^{-s}}},}
ряд Дирихле («производящая функция»), соответствующий функции Мангольдта, равен минус логарифмической производной дзета-функции:
{\displaystyle \sum _{n}\Lambda (n)n^{-s}=-{\frac {\zeta '(s)}{\zeta (s)}}.}
Кроме того, интеграл по вертикальной прямой, находящейся справа от 0, от функции {\displaystyle a^{s}/s} равен {\displaystyle 2\pi i} при {\displaystyle a>1} и 0 при {\displaystyle 0<a<1}. Поэтому, умножение правой и левой части на {\displaystyle {\frac {1}{2\pi i}}x^{s}/s} и (аккуратное — несобственные интегралы сходится только условно!) интегрирование по вертикальной прямой по {\displaystyle ds} оставляет в левой части в точности сумму {\displaystyle \Lambda (n)} с {\displaystyle n\leqslant x}. С другой стороны, применение теоремы о вычетах позволяет записать левую часть в виде суммы вычетов; каждому нулю дзета-функции соответствует полюс первого порядка её логарифмической производной, с вычетом, равным 1, а полюсу первого порядка в точке {\displaystyle s=1} — полюс первого порядка с вычетом, равным {\displaystyle (-1)}.
Строгая реализация этой программы позволяет получить явную формула Римана:
{\displaystyle \psi (x)=x-\sum _{\rho :\,\zeta (\rho )=0, \atop 0<\operatorname {Re} (\rho )<1}{\frac {x^{\rho }}{\rho }}-\log(2\pi )-{\frac {1}{2}}\log(1-x^{-2}).\qquad \qquad (**)}
Суммирование тут ведётся по нулям {\displaystyle \rho } дзета-функции, лежащим в критической полосе {\displaystyle 0<\operatorname {Re} (s)<1}, слагаемое {\displaystyle -\log(2\pi )=-{\frac {\zeta '(0)}{\zeta (0)}}} отвечает полюсу {\displaystyle {\frac {x^{s}}{s}}} в нуле, а слагаемое {\displaystyle -\log(1-x^{-2})/2} — так называемым «тривиальным» нулям дзета-функции {\displaystyle s=-2,-4,-6,\dots }.
Отсутствие нетривиальных нулей дзета-функции вне критической полосы и влечёт за собой искомое утверждение {\displaystyle \psi (x)\sim x} (сумма в формуле (**) будет расти медленнее, чем {\displaystyle x}). Кроме того, гипотеза Римана влечёт за собой «оптимальную» оценку на возможные отклонения {\displaystyle \psi (x)} от {\displaystyle x}, и, соответственно, на отклонения {\displaystyle \pi (x)} от {\displaystyle x/\ln x}.

### Элементарное доказательство: завершение Эрдеша-Сельберга
Основная теорема арифметики, записывающаяся после логарифмирования как
{\displaystyle \ln n=\sum _{p,k:\,p^{k}|n}\ln p}
тем самым формулируется в терминах арифметических функций и свёртки Дирихле как
{\displaystyle \ln =\Lambda *\mathbf {1} ,}
где {\displaystyle \ln } и {\displaystyle \mathbf {1} } — арифметические функции, логарифм аргумента и тождественная единица соответственно.
Формула обращения Мёбиуса позволяет перенести {\displaystyle \mathbf {1} } в правую часть:
{\displaystyle \Lambda ={\ln }*\mu ,\qquad \qquad (**)}
где {\displaystyle \mu } — функция Мёбиуса.
Сумма левой части (**) — искомая функция {\displaystyle \psi }. В правой части, применение формулы гиперболы Дирихле позволяет свести сумму свёртки к сумме {\displaystyle \sum \limits _{k}L\left({\frac {n}{k}}\right)\mu (k),} где {\displaystyle L} — сумма логарифма. Применение формулы Эйлера-Маклорена позволяет записать {\displaystyle L(n)} как
{\displaystyle L(n)=n\ln n-n+{\frac {1}{2}}\ln n+\gamma +o(1),}
где {\displaystyle \gamma } — постоянная Эйлера. Выделяя из этого выражения слагаемые, имеющие вид {\displaystyle \sum \limits _{k}F\left({\frac {n}{k}}\right)} для подходящим образом подобранной функции F (а именно, {\displaystyle F(x)=x-\gamma -1}), и обозначая через R остаток, имеем в силу обращения Мёбиуса
{\displaystyle \Lambda =F+\sum \limits _{k}R\left({\frac {n}{k}}\right)\mu (k).}
Поскольку {\displaystyle F(x)\sim x,} остаётся проверить, что второе слагаемое имеет вид {\displaystyle o(x)}. Применение леммы Аскера позволяет свести эту задачу к проверке утверждения {\displaystyle M(x)=o(x),} где {\displaystyle M(x)=\sum \limits _{n\leqslant x}\mu (n)} — функция Мертенса, сумма функции Мёбиуса.
Малость сумм функции Мёбиуса на подпоследовательности следует из формулы обращения, применённой к функции {\displaystyle 1/n}.
Далее, функция Мёбиуса в алгебре арифметических функций (с мультипликативной операцией-свёрткой) удовлетворяет «дифференциальному уравнению» первого порядка
{\displaystyle \mu '=-\mu *\Lambda ,}
где {\displaystyle f'(n)=f(n)\cdot \ln n} — дифференцирование в этой алгебре (переход к рядам Дирихле превращает его в обычное дифференцирование функции). Поэтому она удовлетворяет и уравнению второго порядка
{\displaystyle \mu ''=\mu *(\Lambda *\Lambda -\Lambda ').}
«Усредение» этого уравнения и то, что асимптотика суммы функции {\displaystyle \Lambda _{2}=\Lambda *\Lambda +\Lambda } оценивается лучше асимптотики сумм {\displaystyle \Lambda }, позволяет оценивать отношение {\displaystyle {\frac {M(x)}{x}}} через средние значения такого отношения. Такая оценка вкупе с «малостью по подпоследовательности» и позволяет получить искомую оценку {\displaystyle M(x)=o(x)}.

### Классические труды
- Jacques Hadamard. Sur la distribution des zéros de la fonction {\displaystyle \zeta (s)} et ses conséquences arithmétiques. Bull. Soc. Math. France, № 24 (1896), 199—220.
- Charles de la Vallée Poussin. Recherces analytiques sur la théorie des nombres premiers. Ann. Soc. Sci. Bruxells, 1897.
- Чебышёв П. Л. Об определении числа простых чисел, не превосходящих данной величины, 1848.
- Чебышёв П. Л. О простых числах, 1850.
- Bernhard Riemann. Űber die Anzahl der Primzahlen unter einer gegebenen Grösse // Monatsberichte der Berliner Akademie. — 1859.

### Современная литература
- Дербишир, Джон. Простая одержимость. Бернхард Риман и величайшая нерешенная проблема в математике. — Астрель, 2010. — 464 с. — ISBN 978-5-271-25422-2.
- Диамонд Г. Элементарные методы в изучении распределения простых чисел, УМН, 45:2(272) (1990), 79-114.
- Постников А. Г., Романов Н. П. Упрощение элементарного доказательства А. Сельберга асимптотического закона распределения простых чисел, УМН, 10:4(66) (1955), с. 75-87
- Erdős, P. Démonstration élémentaire du théorème sur la distribution des nombres premiers. Scriptum 1, Centre Mathématique, Amsterdam, 1949.
- Selberg, A. An Elementary Proof of the Prime Number Theorem, Ann. Math. 50, 305—313, 1949.